# Эзе, Эмека
Эмека Кристиан Эзе (англ. Emeka Christian Eze; 22 декабря 1992) — нигерийский футболист, полузащитник клуба «Энугу Рейнджерс».

## Клубная карьера
Эмека начал свою карьеру в мини-футбольном клубе «Интер Энугу», за который он выступал на протяжении трёх лет. После чего в 2010 году полузащитник стал игроком «Энугу Рейнджерс», за который выступает в течение 6 лет.

## Карьера в сборной
Эзе дебютировал за национальную сборную Нигерии в товарищеской встрече со сборной Мексики 31 мая 2013 года.
Полузащитник был включён в заявку для участия в Кубке конфедераций 2013, однако на турнире в Бразилии не принял участия ни в одной встрече.